# Amstel Gold Race 2010
De 45ste editie van de Amstel Gold Race werd verreden op 18 april 2010. De start van de wielerwedstrijd was op de markt van Maastricht en de finish op de Cauberg.
In verband met de aswolk die over Europa trok ten gevolge van de vulkaanuitbarsting in IJsland was het vliegverkeer ernstig gehinderd. Hierdoor kon een aantal renners, waaronder Carlos Sastre, Volodimir Goestov en Alejandro Valverde, niet aan de start verschijnen. Valverde werd van tevoren gezien als podiumkandidaat.

## Parcours
Het parcours voerde zoals ieder jaar door het Heuvelland in Zuid-Limburg. Alle bekende "bergen", zoals de Eyserbosweg, de Keutenberg en de Cauberg, werden ook dit jaar weer beklommen.

## Ploegen
Alle ploegen uit de Protour namen deel aan de wedstrijd. Daarnaast werden er wildcards afgegeven aan zes teams.
| 18 UCI ProTour-ploegen | 18 UCI ProTour-ploegen | 18 UCI ProTour-ploegen | 6 wildcards                  |
| ---------------------- | ---------------------- | ---------------------- | ---------------------------- |
| AG2R-La Mondiale       | Garmin-Transitions     | Team HTC-Columbia      | BMC Racing Team              |
| Astana                 | Lampre-Farnese Vini    | Team Katjoesja         | Cervélo TestTeam             |
| Caisse d'Epargne       | Liquigas-Doimo         | Team Milram            | Landbouwkrediet              |
| Euskaltel-Euskadi      | Omega Pharma-Lotto     | Team RadioShack        | Skil-Shimano                 |
| Footon-Servetto-Fuji   | Quick Step             | Team Saxo Bank         | Topsport Vlaanderen-Mercator |
| Française des Jeux     | Rabobank               | Team Sky               | Vacansoleil                  |

## Wedstrijdverloop
Lange tijd is er een groepje van zes man vooruit. Hieronder bevinden zich geen favorieten. Deze groep wordt achterhaald op de Eyserbosweg.
Vervolgens demarreert Sergei Ivanov, die al snel gezelschap krijgt van Cadel Evans en de Belg Philippe Gilbert. Gilbert probeert los te komen van zijn medevluchters, maar slaagt hier niet in. Ondertussen is Ivanovs ploeggenoot Aleksandr Kolobnev aangesloten. Kolobnev is de volgende die het avontuur zoekt en hij krijgt tien seconden voorsprong mede dankzij het afstoppende werk van Ivanov. Kolobnev zal tot de laatste kilometer vooruit blijven. De andere vluchters worden ingerekend door een grotere groep renners onder leiding van Robert Gesink.
Op de laatste klim (de Cauberg) is Carlos Barredo de eerste die weg probeert te komen, maar wanneer Gilbert een demarrage plaatst is iedereen gezien. Hij komt als eerste over de meet en boekte hiermee de eerste zege voor zijn ploeg in dit seizoen. Karsten Kroon wordt de beste Nederlander op plaats negen.

## Uitslag
| Amstel Gold Race 2010 (257,3 kilometer) |                   |                     |          |
| Plaats                                  | Naam              | Ploeg               | Tijd     |
| Winnaar                                 | Philippe Gilbert  | Omega Pharma-Lotto  | 6u22'54" |
| 2                                       | Ryder Hesjedal    | Garmin-Slipstream   | + 2"     |
| 3                                       | Enrico Gasparotto | Astana              | z.t.     |
| 4                                       | Bert De Waele     | Landbouwkrediet     | + 5"     |
| 5                                       | Roman Kreuziger   | Liquigas-Doimo      | z.t.     |
| 6                                       | Damiano Cunego    | Lampre-Farnese Vini | z.t.     |
| 7                                       | Fränk Schleck     | Team Saxo Bank      | + 7"     |
| 8                                       | Marco Marcato     | Vacansoleil         | + 9"     |
| 9                                       | Karsten Kroon     | BMC Racing Team     | + 11"    |
| 10                                      | Chris Horner      | Team RadioShack     | z.t.     |